# 后官湖
后官湖是一个位于中国湖北省武汉市蔡甸区（原汉阳县）的湖泊，面积约为37.3平方千米。
当地为宣传伯牙、子期觅知音的“知音文化”，常以“知音湖”指代该湖泊。
后官湖沿岸有绿道供人骑行。建有后官湖湿地公园。